# Mankeur Ndiaye
Pour les articles homonymes, voir Ndiaye.
Mankeur Ndiaye, né le 15 mars 1960 à Dagana, est un homme politique et diplomate sénégalais.

## Biographie
Mankeur Ndiaye sort diplômé de l'École nationale d'administration du Sénégal (section diplomatie) en 1991.
En mai 2003, il est élevé au rang d'ambassadeur. Il est notamment ambassadeur du Sénégal au Mali (entre 2010 et 2012) et en France (en 2012), avant d'être nommé le 29 octobre 2012 ministre des Affaires étrangères et des Sénégalais de l'Extérieur dans le gouvernement d'Abdoul Mbaye,, succédant à Alioune Badara Cissé.
Il a la charge de redonner au Sénégal un poids dans la diplomatie internationale, en particulier en Afrique de l’Ouest et dans le domaine économique. Pourtant, les relations deviennent tendues avec Israël, le Qatar, la Mauritanie et la Guinée, tandis que le candidat sénégalais, Abdoulaye Bathily, échoue à se faire élire à la Commission de l’Union africaine. Aussi, Mankeur Ndiaye est démis de ses fonctions de ministre des Affaires étrangères le 7 septembre 2017 et est remplacé par Sidiki Kaba.
En février 2019, Ndiaye est nommé représentant spécial du Secrétaire général de l'ONU en République centrafricaine (RCA). Il est aussi le chef de la MINUSCA, la mission des Nations unies en RCA. Il remplace le Gabonais Parfait Onanga-Anyanga. Son mandat s'arrête en 2022.
En avril 2023, Mankeur Ndiaye est nommé ministre-conseiller du président de la République Macky Sall.